# Paul Guers
Paul Dutron, mai cunoscut sub pseudonimul Paul Guers, (n. 19 decembrie 1927, Tours, Franța – d. 28 noiembrie 2016, Montsoreau, Saumur Val de Loire⁠(d), Franța) a fost un actor francez de teatru, cinema și televiziune.

## Biografie
Paul Guers a urmat studii la Conservatorul național superior de artă dramatică din Paris (promoția 1953). A făcut parte din trupa teatrului Comédie-Française între 1953 și 1956, unde a interpretat roluri de june prim. În 1955 a obținut unul dintre rolurile principale în filmul La Tour de Nesle, regizat de Abel Gance, care l-a făcut cunoscut publicului larg.
A devenit în anii 1950 un actor popular, a apărut în filmul Marie-Octobre al lui Julien Duvivier alături de alte vedete și a interpretat rolul masculin principal în La Fille aux yeux d'or, alături de Marie Laforêt. În 1963 a fost protagonistul dipticului Kali Yug, déesse de la vengeance / Le Mystère du temple hindou, un film italian de aventuri exotice în două părți. După anii 1960 cariera lui în cinema a intrat în declin, iar aparițiile sale pe marele ecran au devenit foarte rare. El s-a întors atunci la teatru și a jucat, de asemenea, roluri în filmele și serialele de televiziune. A devenit cunoscut prin rolurile din filme și seriale de televiziune precum Les Charmes de l'été, Au bon beurre, Les Yeux d'Hélène sau Caracatița.
La 28 noiembrie 2016 Paul Guers și soția sa, scriitoarea Marie-Josèphe Guers, au fost găsiți morți în casa lor. Autopsia a evidențiat că actorul de comedie, care urma un tratament dificil pentru cancer, a murit între 16 și 19 noiembrie, iar soția lui a murit ulterior; concluzia anchetei a fost că Paul Guers a murit de moarte naturală, iar soția lui s-a sinucis mai târziu.

## Viața privată
Paul Guers este tatăl actriței Olivia Dutron și a lui Laurent Dutron.
El a fost căsătorit succesiv cu actrița Rolande Ségur (din 1953 până în 1956), mama Oliviei Dutron, cu Françoise Brion (din 1958 până în 1963), cu actrița Karin Petersen, (din 1969 până în 1982), mama lui Laurent Dutron, și cu scriitoarea Marie‑Josèphe Legros (din 1983 până în 2016).

## Filmografie

### Filme de cinema
- 1954 : Sophie et le Crime, regie: Pierre Gaspard-Huit
- 1955 : Les Chiffonniers de Emmaüs, regie: Robert Darène
- 1955 : La Tour de Nesle, regie: Abel Gance
- 1956 : Les Collégiennes, regie: André Hunebelle
- 1958 : Sous la terreur (A Tale of Two Cities), regie: Ralph Thomas
- 1958 : Marie-Octobre, regie: Julien Duvivier
- 1959 : J'irai cracher sur vos tombes, regie: Michel Gast
- 1959 : La Belle et l'Empereur (Die Schöne Lügnerin), regie: Axel von Ambesser
- 1960 : Au voleur, regie: Ralph Habib : Serge, alias contele Fornari
- 1960 : L'Eau à la bouche, regie: Jacques Doniol-Valcroze
- 1960 : Une gueule comme la mienne, regia Frédéric Dard : Paul Roy
- 1961 : Mourir de amour sau La Mort a les yeux bleus, regia Dany Fog
- 1961 : La Fille aux yeux de or, regia Jean-Gabriel Albicocco
- 1962 : Pariziencele (Les Parisiennes), regia Marc Allégret
- 1962 : Le crime ne paie pas, regia Gérard Oury
- 1963 : La Baie des Anges, regie: Jacques Demy
- 1963 : Kali Yug, déesse de la vengeance, regie: Mario Camerini
- 1963 : Le Mystère du temple hindou, regie: Mario Camerini
- 1963 : La rimpatriata, regie: Damiano Damiani
- 1964 : Dragostea mea (Amore mio), regia Raffaello Matarazzo
- 1964 : Le Bluffeur, regie: Sergio Gobbi
- 1964 : La Fugue (La fuga), regie: Paolo Spinola
- 1965 : La Traite des blanches, regie: Georges Combret
- 1967 : La Malédiction de Belphégor, regie: Georges Combret
- 1968 : Un épais manteau de sang, regie: José Benazeraf
- 1969 : Delphine, regie: Éric Le Hung
- 1972 : Flash Love, regie: Jean-Marie Pontiac (Max Kalifa)
- 1972 : Le Feu aux lèvres, regie: Pierre Kalfon
- 1974 : Pourvu qu'on ait l'ivresse
- 1975 : Les Noces de porcelaine, regie: Roger Coggio
- 1976 : Blondy, regie: Sergio Gobbi
- 1977 : Libertés sexuelles
- 1979 : Domnișoarele din Wilko, regie: Andrzej Wajda
- 1984 : Notre Histoire, regie: Bertrand Blier
- 1988 : Trois places pour le 26, regie: Jacques Demy
- 1994 : Le Parfum de Yvonne, regie: Patrice Leconte
- 1994 : L'Affaire, regie: Sergio Gobbi

### Filme de televiziune
- 1956 : Eugénie Grandet, regie: Maurice Cazeneuve : Charles Grandet
- 1963 : Le Maître, regie: Ballantrae, regie: Abder Isker : Henry
- 1969 : Candice, ce n'est pas sérieux, serial TV, regie: Lazare Iglesis : Howard
- 1973 : Le Jeune Fabre, serial TV, regie: Cécile Aubry : Daniel Fabre
- 1973 : La Feuille, regie: Bétel (după romanul lui Jeanne Cressanges), serial TV, regie: Odette Collet : Jacques Dubreuil
- 1973 : La Voix venue d'ailleurs, film TV, regie: Odette Collet : Pierre
- 1975 : Les Charmes, regie: l'été, serial TV, regie: Robert Mazoyer : Vincent Mesmin
- 1977 : Dossier Danger Immédiat, regie: Claude Barma, episodul : En verre et contre tous
- 1981 : Au bon beurre, regie: Édouard Molinaro : medicul
- 1982 : Marion, regie: Jean Pignol
- 1983 : La Veuve rouge, regie: Édouard Molinaro
- 1987 : Caracatița, serial TV : profesorul Gianfranco Laudeo
- 1989 : Le Grand Secret, regie: Jacques Trébouta
- 1993 : Shehaweh, miniserial, regie: Jean Beaudin
- 1994 : Les Yeux d'Hélène, regie: Jean Sagols : Charles Favereau

## Activitate teatrală
- 1951 : Cymbeline de William Shakespeare, regie: Maurice Jacquemont, Centre dramatique de l'Ouest
- 1951 : Le Soulier de satin de Paul Claudel, regie: Jean-Louis Barrault, Théâtre des Célestins
- 1952 : Antoniu și Cleopatra de William Shakespeare, regie: Jean-Louis Barrault, Théâtre des Célestins
- 1953 : Donogoo de Jules Romains, regie: Jean Meyer, Comédie-Française
- 1953 : Cidul de Corneille, regie: Julien Bertheau, Comédie-Française
- 1954 : Horace de Corneille, regie: Jean Debucourt, Comédie-Française
- 1954 : La Reine morte de Henry de Montherlant, regie: Pierre Dux, Comédie-Française
- 1954 : Fedra de Racine, regie: Jean-Louis Barrault, Comédie-Française
- 1955 : Port-Royal de Henry de Montherlant, regie: Jean Meyer, Comédie-Française
- 1955 : Aux innocents les mains pleines de André Maurois, regie: Jacques Charon, Comédie-Française
- 1955 : Le Jeu de l'amour et du hasard de Marivaux, regie: Maurice Escande, Comédie-Française
- 1955 : Le Pavillon des enfants de Jean Sarment, regie: Julien Bertheau
- 1956 : Un caprice de Alfred de Musset, regie: Maurice Escande, Comédie-Française
- 1956 : Horace de Corneille, regie: Jean Debucourt, Comédie-Française
- 1956 : Polyeucte de Corneille, regie: Jean Serge, Festival Corneille Barentin
- 1956 : La chatte sur un toit brûlant de Tennessee Williams, regie: Peter Brook, cu Jeanne Moreau, Théâtre Antoine
- 1958 : Lucy Crown de Jean-Pierre Aumont, regie: Pierre Dux, Théâtre de Paris
- 1958 : Le Bal du lieutenant Helt de Gabriel Arout, regie: Raymond Gérôme, Théâtre des Mathurins
- 1959 : Dama cu camelii de Alexandre Dumas fiul, Théâtre de Paris
- 1961 : Requiem pour une nonne de William Faulkner, adaptare și regie: Albert Camus, théâtre des Mathurins
- 1965 : Gigi de Colette, regie: Jean-Michel Rouzière, Théâtre du Palais-Royal
- 1966 : Ce soir à Samarcande de Jacques Deval, regie: Jean Piat, théâtre de Paris
- 1966 : Becket ou l'Honneur de Dieu de Jean Anouilh, regie: Jean Anouilh și Roland Piétri, théâtre Montparnasse
- 1967 : La Ville dont le prince est un enfant de Henry de Montherlant, regie: Jean Meyer, théâtre Michel
- 1967 : Pauvre Bitos ou le Dîner de têtes de Jean Anouilh, regie: Jean Anouilh și Roland Piétri, théâtre de Paris
- 1970 : La Ville dont le prince est un enfant de Henry de Montherlant, regie: Jean Meyer, théâtre des Célestins
- 1971 : Le Maître de Santiago de Henry de Montherlant, regie: Jean Meyer, théâtre Montansier, théâtre des Célestins, tournée Herbert-Karsenty
- 1973 : Le Lion en hiver de James Goldman, regie: Pierre Franck, théâtre de l'Œuvre, théâtre des Célestins
- 1974 : Sodoma și Gomora de Jean Giraudoux, regie: Roland Monod, Tréteaux de France
- 1976 : Les Mains sales de Jean-Paul Sartre, regie: Patrick Dréhan, théâtre des Mathurins
- 1977 : Les Mains sales de Jean-Paul Sartre, regie: Daniel Gélin, théâtre des Célestins, tournée Karsenty
- 1978 : Les Mains sales de Jean-Paul Sartre, regie: François Périer, tournée Baret
- 1982 : Sherlock Holmes de William Gillette, regie: Michel Fagadau, théâtre de Boulogne-Billancourt
- 1983 : Un grand avocat de Henry Denker, regie: Robert Hossein, théâtre Mogador